# Натали Имбрулия
Натали Джейн Имбру̀лия (на английски: Natalie Jane Imbruglia, р. 4 февруари 1975) е австралийска певица, автор на песни, модел и актриса.

## Биография
В началото на 90-те години Имбрулия печели известност с участието си в популярния австралийски сериал „Съседи“ („Neighbours“) в ролята на Бет Уилис. Две години след като напуска сериала, започва кариерата си на певица с песента „Torn“, която става хит в редица страни. Продадени са 7 милиона копия от последвалия ѝ дебютен албум „Left of the Middle“ (1997). Следващите ѝ албуми „White Lilies Island“ (2001) и „Counting Down the Days“ (2005) не успяват да постигнат комерсиалния успех на дебютния, но печелят положителни отзиви. До днес в света са продадени над 10 милиона копия от записите на Имбрулия. През 2003 г. участва в кинокомедията „Джони Инглиш“, където партнира на Роуън Аткинсън.

## Дискография
- 1997: „Left of the Middle“
- 2001: „White Lilies Island“
- 2005: „Counting Down the Days“
- 2007: „Glorious: The Singles 1997-2007“
- 2009: „Come to Life“
- 2015: „Male“
- 2021: „Firebird“